# Лінбрук (Нью-Йорк)
Лінбрук (англ. Lynbrook) — селище (англ. village) в США, в окрузі Нассау штату Нью-Йорк. Населення — 20 438 осіб (2020).

## Географія
Лінбрук розташований за координатами 40°39′28″ пн. ш. 73°40′27″ зх. д. / 40.65778° пн. ш. 73.67417° зх. д. (40.657880, -73.674195).  За даними Бюро перепису населення США в 2010 році селище мало площу 5,22 км², уся площа — суходіл.

## Демографія
Згідно з переписом 2010 року, у селищі мешкало 19 427 осіб у 7513 домогосподарствах у складі 5089 родин. Густота населення становила 3725 осіб/км².  Було 7921 помешкання (1519/км²).
Расовий склад населення:
| - 85,3 % — білих - 4,5 % — азіатів - 3,7 % — чорних або афроамериканців - 0,1 % — корінних американців - 4,3 % — осіб інших рас |

До двох чи більше рас належало 2,1 %. Частка іспаномовних становила 13,0 % від усіх жителів.
За віковим діапазоном населення розподілялося таким чином: 21,8 % — особи молодші 18 років, 61,6 % — особи у віці 18—64 років, 16,6 % — особи у віці 65 років та старші. Медіана віку мешканця становила 42,2 року. На 100 осіб жіночої статі у селищі припадало 90,2 чоловіків;  на 100 жінок у віці від 18 років та старших — 86,0 чоловіків також старших 18 років.
Середній дохід на одне домашнє господарство  становив 107 118 доларів США (медіана — 82 189), а середній дохід на одну сім'ю — 127 006 доларів (медіана — 108 337). Медіана доходів становила 75 971 долар для чоловіків та 57 684 долари для жінок. За межею бідності перебувало 4,9 % осіб, у тому числі 6,1 % дітей у віці до 18 років та 4,6 % осіб у віці 65 років та старших.
Цивільне працевлаштоване населення становило 9479 осіб. Основні галузі зайнятості: освіта, охорона здоров'я та соціальна допомога — 31,8 %, фінанси, страхування та нерухомість — 11,4 %, науковці, спеціалісти, менеджери — 9,5 %, публічна адміністрація — 8,3 %.